# Lennox Berkeley
Lennox Randal Francis Berkeley, född 12 maj 1903 i Oxford, England, död 26 december 1989 i London, var en brittisk tonsättare.
Han skrev vokalmusik, såsom Stabat mater (1947), operor, symfonier och kammarmusik, såsom Horntrio (1956).

## Biografi
Berkeley föddes i Oxford, England, och utbildade sig vid Dragon School, Gresham's School och Meron College, Oxford. Han var son till Hastings George Fitzgerald Berkeley, kapten i Royal Navy och utomäktenskaplig son till George Lennox Rawdon Berkeley, 7:e earlen av Berkeley.
År 1927 åkte han till Paris för att studera musik med Nadia Boulanger, och där blev han bekant med Francis Poulenc, Igor Stravinskij, Darius Milhaud, Arthur Honegger och Albert Roussel. Berkeley studerade också med Maurice Ravel, ofta nämnd som en viktig inspiratör till Berkeleys tekniska utveckling som kompositör. Den franska influensen kom att fortsätta som ett kännetecken på hans musik.
Han arbetade för BBC under andra världskriget och senare blev han ledare för Performing Rights Society.
Han hade ett långvarigt samarbete med Benjamin Britten, en annan gammal elev vid Gresham's School,vilka tillsammans gjorde ett antal kompositioner, bland annat Mont Juic och Variations on an Elizabethan Theme (den senare också tillsammans med fyra andra kompositörer).
Berkeley hade ofta också samarbete med pianisten Colin Horsley, som initierade the Horn Trio och några pianostycken, och gjorde uruppförande och/eller grammofoninspelningar av ett antal av hans verk, som till exempel the Piano Concerto.
Berkeley tjänstgjorde som professor i komposition vid Royal Academy of Music under åren 1946 till 1968 och bland hans elever fanns Richard Rodney Bennett, David Bedford och John Tavener.
Han adlades 1974.

## Komponerade verk

### Opera
- Nelson, (1951)
- A Dinner Engagement, Op. 45 (1954)
- Ruth, Op. 50 (1955–6)
- Castaway, Op. 68 (1967)

### Orkesterverk
- Serenade, för stråkorkester (1938–9)
- Symphony Nr. 1 (1936–40)
- Divertimento (1943)
- Piano Concerto in B-flat major, Op. 29 (1947–8)
- Concerto för två pianon och orkester, Op. 30 (1948)
- Symphony Nr. 2 (Berkeley)|Symphony No. 2 (1958, omgjord 1976)
- Symphony Nr. 3, in one movement (1968–9)
- Sinfonia Concertante, för oboe and kammarorkester(1972–3)
- Voices of the Night, Op. 86 (1973)
- Guitar Concerto, Op. 88
- Symphony Nr. 4 (1977–8)

### Körverk
- A Festival Anthem, Op. 21, Nr. 2 (1945)
- Crux fidelis, Op. 43, Nr. 1 (1955)
- Look up, sweet babe, Op. 43, Nr.  2 (1955)
- Missa Brevis, Op. 57 (1960)
- Mass for five voices, Op. 64 (1964)
- Three Latin Motets, Op. 83, Nr. 1 (1972)
- The Lord is my shepherd, Op. 91, Nr. 1 (1975)
- Magnificat och Nunc dimittis, Op. 99 (1980)

### Solosång
- Four Poems of St Teresa of Ávila, Op. 27, för kontraalt och stråkorkester (1947)
- Three Greek Songs, Op. 38 (1953)
- Five Poems by W. H. Auden, Op. 53

### Kammarmusik
- String Quartet Nr. 1, Op. 6
- String Quartet Nr. 2, Op. 15
- String Quartet Nr. 3, Op. 76
- Sonata in D Minor för viola och piano, Op.22 (1946)
- Trio for Horn, violin and piano, Op. 44 (1952)
- Sextet för klarinet, horn och stråkkvartett, Op. 47 (1954
- Duo för cello och piano
- Sonatine för flöjt och piano

### Piano
- Three Pieces, Op. 2 (1935)
- Piano Sonata in A major, Op. 20 (1941–5)
- Six Preludes, Op. 23 (1945)
- Three Mazurkas, Op. 31 No. 1 (1939–49)

### Guitar
- Quatre pièces pour la guitare (1928)
- Sonatina, Op. 52, Nr. 1 (1957)
- Theme and Variations, Op. 77 (1970)